# Chrysis merceti
Chrysis merceti é uma espécie de insetos himenópteros, mais especificamente de vespas pertencente à família Chrysididae.
A autoridade científica da espécie é Trautmann, tendo sido descrita no ano de 1926.
Trata-se de uma espécie presente no território português.